# Gyndulus
Genre
Synonymes
- Lussanvira Mello-Leitão, 1935
- Trochanteroceros Canals, 1935
- Anoplogynus Piza, 1938
- Neotrochanteroceros Canals, 1943
- Beckeresia Soares, 1970
- Eopachyloides Soares, 1970
- Eugyndopsiella Soares, 1972

Gyndulus est un genre d'opilions laniatores de la famille des Gonyleptidae.

## Distribution
Les espèces de ce genre se rencontrent au Brésil, en Argentine et au Paraguay.

## Liste des espèces
Selon World Catalogue of Opiliones (20/08/2021) :
- Gyndulus beckeri (Soares, 1970)
- Gyndulus delicatus (Soares & Soares, 1970)
- Gyndulus misionicus (Canals, 1935)
- Gyndulus nasutus (Piza, 1938)
- Gyndulus roeweri (Soares & Soares, 1954)
- Gyndulus singularis (Canals, 1943)
- Gyndulus trispinifrons Roewer, 1929
- Gyndulus trochanteralis (Soares, 1970)
- Gyndulus trochanteroceros (Soares, 1972)

## Publication originale
- Roewer, 1929 : « Weitere Weberknechte III. (3. Ergänzung der: "Weberknechte der Erde", 1923). » Abhandlungen der Naturwissenschaftlichen Verein zu Bremen, vol. 27, p. 179–284.